# 안함로
안함로(安含老)는 《환단고기》에만 나오는 인물이다. 《환단고기》에서는 그가 〈삼성기〉 상권을 저술했으며 원동중(元董仲)이 〈삼성기〉 하권을 저술했다고 한다. 일부 재야사학자들은 안함로가 실존 인물임을 증명하는 자료로 《조선왕조실록》에 언급된 《안함로원동중삼성기》를 제시하며, 안함로와 신라의 고승 안함이 동일 인물이라 주장하기도 한다. 그러나 《조선왕조실록》의 해당 서명(書名)은 한국 사학계에서 일반적으로 《안함(安含)·노원(老元)·동중(董仲) 삼성기(三聖紀)》로 해석하기 때문에 안함로 및 《환단고기》에 인용된 〈삼성기〉가 실제 《조선왕조실록》의 안함로와 〈삼성기〉라는 주장은 인정되지 않는다.

## 같이 보기
- 환단고기
- 안함

## 참고 문헌
- 《환단고기》, 환단학회 편, 광오이해사, 1979년.